# Optimus (robot)
Optimus, más néven Tesla Bot, egy koncepcionális általános célú robot humanoid, amelyet a Tesla, Inc. fejleszt. 2021. augusztus 19-én jelentették be a vállalat Mesterséges Intelligencia (AI) Napja rendezvényén. 2021. augusztus 19-én Elon Musk vezérigazgató azt állította az eseményen, hogy a Tesla valószínűleg 2022-re megépíti a prototípust. 2022-ben Musk azt mondta, hogy szerinte Optimus "idővel jelentősebb lehet, mint a jármű üzletág."

## Története
2022. április 7-én, a Cyber Rodeo rendezvényen a Tesla Giga Texas gyártási létesítményében bemutatták a terméket. Musk azt mondta, hogy reményei szerint a robot 2023-ra gyártásra kész lesz, és azt állította, hogy Optimus végül képes lesz "bármit megtenni, amit az emberek nem akarnak megtenni."
2022 júniusában Musk bejelentette, hogy a (AI) Day rendezvényen bemutatott bemutató modell és a Giga Texas megnyitója egyáltalán nem fog hasonlítani az első prototípusra, amelyet a Tesla később, 2022-ben szeretne bemutatni.
2022 szeptemberében az Optimus félig működő prototípusait mutatták be a Tesla második AI Day rendezvényén. Az egyik prototípus képes volt a színpadon járkálni, egy másik, karcsúbb változat pedig mozgatni tudta a karjait. A szeptemberi AI-napon a Tesla Optimus robot segítség nélkül sétált fel a színpadra (ez volt az első alkalom, hogy a robot ezen modellje daruk stb. segítsége nélkül sétált), és integetett a tömegnek, mielőtt ismét elsétált.
Ugyan a bemutatása megtörtént, alulmúlta az elvárásokat, semmi különlegeset nem tudott felmutatni.

## Nevének eredete
Elon nagy filmrajongó, többször vett már át ötleteket filmekből, például az Űrgolyhók filmből is. Optimus nevű robot szerepel a Transformers univerzumban is, ahol ő egy békés, jószándékú bölcs robot, aki az emberek védelmére kel.

## Műszaki adatok
A Tesla Bot a tervek szerint 173 cm magas és 57 kg súlyú lesz. Az első AI Day rendezvényen tartott prezentáció szerint a Tesla Botot "ugyanaz a mesterséges intelligencia rendszer fogja irányítani, amelyet a Tesla az autóiban használt fejlett vezetőtámogató rendszerhez fejleszt", és teherbírása 20 kg lesz. A termék számára javasolt feladatok olyanok, amelyek "veszélyesek, ismétlődőek és unalmasak", például a gyártási segítségnyújtás.

## Fogadtatása

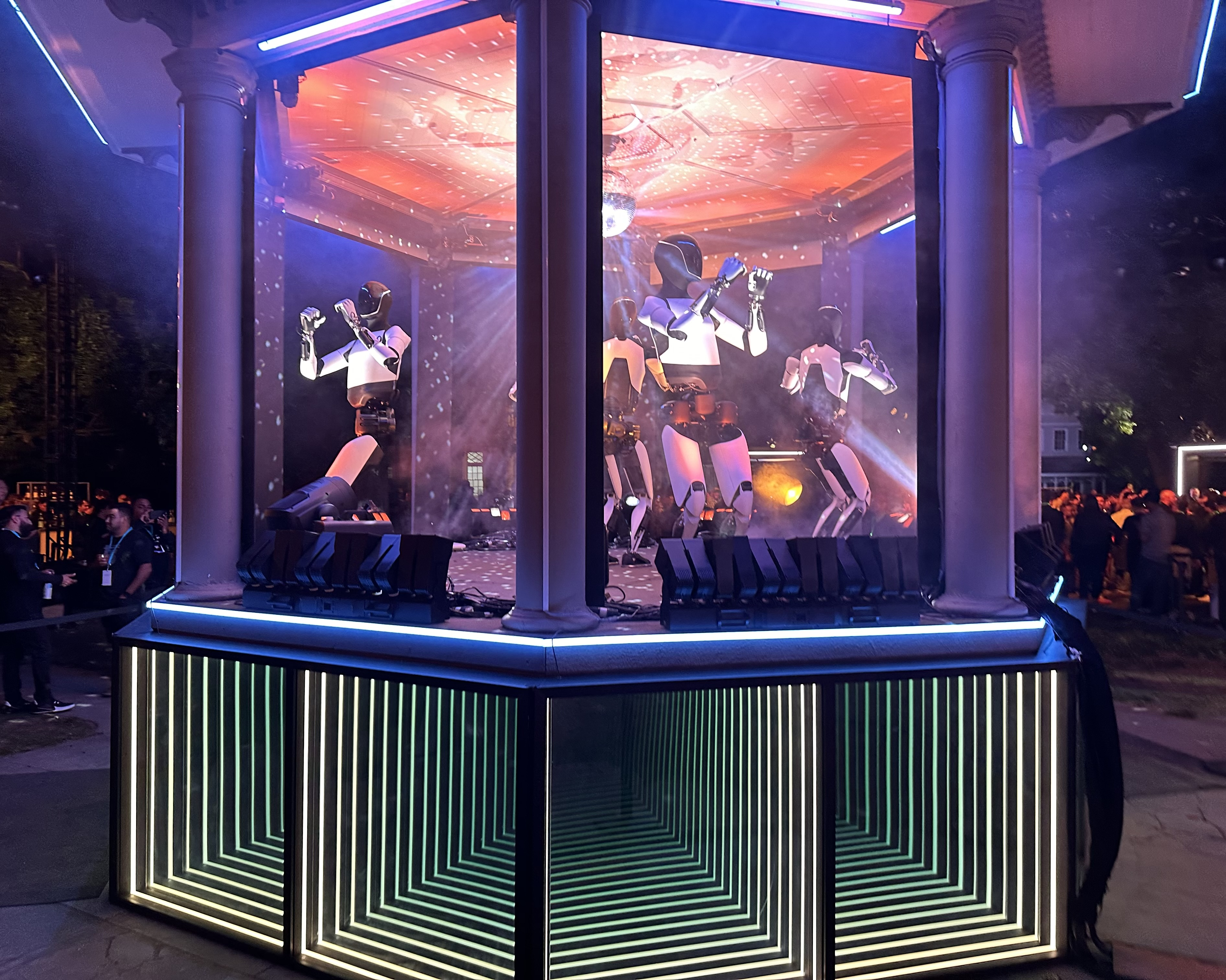
Optimus robotok a Tesla Robotaxi rendezvényen a Warner Brothersnél, 2024 októberében

### Első reakciók
A 2021-es AI Day rendezvény után számos publikáció szkeptikusan reagált a javasolt termékre. A Bloomberg News azt állította, hogy egy ilyen termék „misszióeltérésnek” minősül, és nem illeszkedik „a vállalat tiszta energia kezdeményezéseibe”. A The Washington Post azzal érvelt, hogy „a Tesla már korábban is hajlamos volt a határidők eltúlozására és a túlzott ígéretekre termékkövetésénél és befektetői prezentációinál”. A The Verge hasonlóan megjegyezte, hogy „a Tesla története tele van olyan fantasztikus ötletekkel, amelyek soha nem valósultak meg... senki sem tudja, hogy egy működő Tesla Bot valaha is napvilágot lát-e”, és egy szerkesztői cikkben az Optimus bemutatását „bizarr és zseniális bolondságnak” nevezte.
A 2022-es AI Day-en bemutatott prototípusokkal elért előrelépést néhány kommentátor dicsérte. Más kommentátorok viszont rámutattak, hogy a legújabb bemutatókon látható összes eredményt más robotikai programok már elérték, és kevés jel utal arra, hogy a Tesla „megelőzhetné a hasonló dolgokon dolgozó más vállalatokat”.
Robert Silverberg egy 2024-es esszéjében azt állította, hogy az Optimus Generation 2 Jack Williamson 1947-es klasszikus tudományos-fantasztikus novellájában, a „With Folded Hands...” („valószínűleg a robotokról valaha írt legjobb történet” Silverberg szerint) szereplő „humanoidok” megvalósulása, azok legrosszabb hátrányaival együtt.

### Szakértői vélemények
A robotikai közösség reakciói az Optimusra és prototípusaira „vegyesek” voltak, egyes szakértők dicsérték a vállalkozást, míg mások a korai bemutatókat kevésbé lenyűgözőnek tartották.
Carl Berry, a robotika mérnöki tudományok előadója a 2021-es AI Day bemutatót „a szokásos túlzott felhajtásnak” nevezte. Az Optimus Cyber Rodeo rendezvényen való bemutatása után Gary Marcus kutató kijelentette, hogy „lefogadná, hogy 2023 végéig egyetlen robot sem lesz képes minden emberi feladatot elvégezni”.
A 2022-es AI Day prezentációval kapcsolatban a Deutsche Welle szakértőket – Filip Piekniewski AI-kutató, Cynthia Yeung robotika-szakértő és Tom Ryden, a Mass Robotics ügyvezető igazgatója – idézett, akik a projektet „teljes és tökéletes csalásnak” nevezték, megkérdőjelezték, hogy valójában mennyire fejlett, és kritizálták a humanoid forma választását.